# São Mamede de Infesta
São Mamede de Infesta is een stad en freguesia in de Portugese gemeente Matosinhos in het district Porto. In 2001 was het inwonertal 23.542 op een oppervlakte van 5,21 km². São Mamede de Infesta heeft sinds 17 mei 2001 de status van stad (cidade).